# Fai della Paganella
Fai della Paganella là một đô thị ở tỉnh Trento ở vùng Trentino-Alto Adige/Südtirol của Ý, tọa lạc cách 14 km về phía tây bắc của Trento. Tại thời điểm ngày 31 tháng 12 năm 2004, đô thị này có dân số 904 người và diện tích là 12,1 km².
Fai della Paganella giáp các đô thị: Spormaggiore, Mezzolombardo, Cavedago, Zambana, Andalo và Terlago.